# Juglans
Juglans ou Iuglans é um género botânico pertencente à família Iuglandaceæ.

## Etimologia
Seu nome científico deriva do latim “Iovi glans” que significa “Bolota de Júpiter", pois na civilização greco-romana a nogueira foi consagrada a Júpiter; o epíteto específico dirigido sempre se refere ao rei dos deuses.

## Espécies
- Juglans ailantifolia
- Juglans australis
- Juglans brasiliensis
- Juglans californica
- Juglans cinerea
- Juglans hindsii
- Juglans hirsuta
- Juglans jamaicensis
- Juglans major
- Juglans mandschurica
- Juglans microcarpa
- Juglans mollis
- Juglans neotropica
- Juglans nigra
- Juglans olanchana
- Juglans peruviana
- Juglans regia
- Juglans sigillata
- Juglans soratensis
- Juglans steyermarkii
- Juglans venezuelensis

## Classificação do gênero

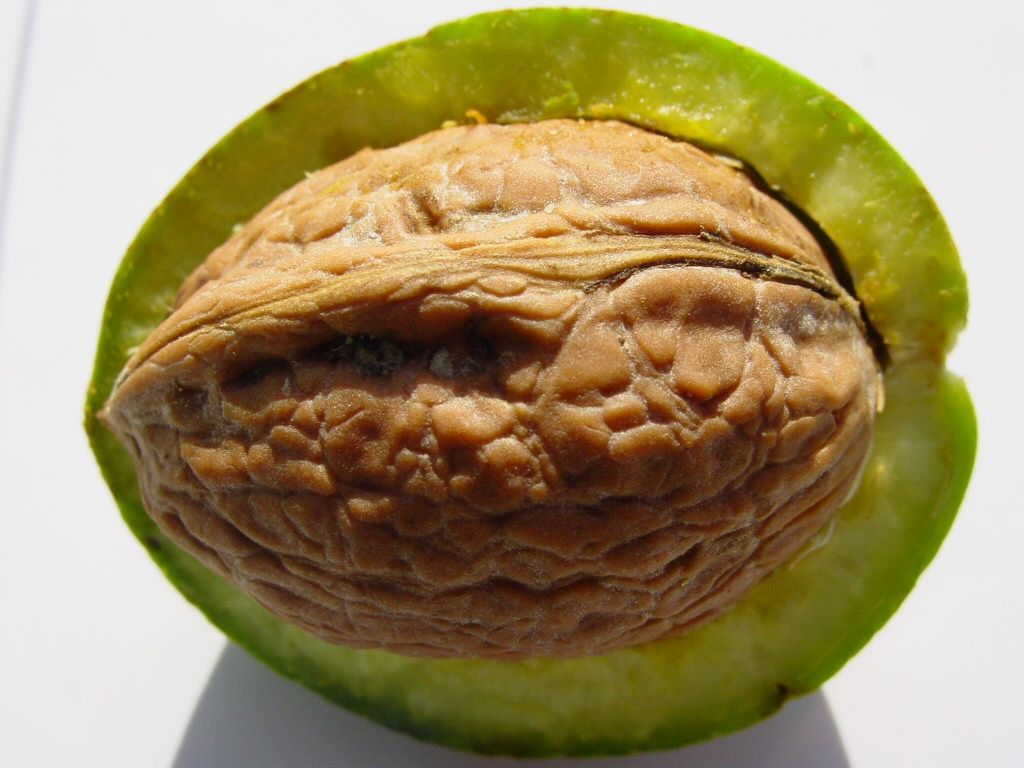
A noz da Juglans regia (nogueira-comum).

| Sistema | Classificação                     | Referência               |
| ------- | --------------------------------- | ------------------------ |
| Linné   | Classe Monoecia, ordem Polyandria | Species plantarum (1753) |